# その時の空
「その時の空」（そのときのそら）は、2010年11月24日に発売されたやしきたかじんの29枚目にして生涯最後のシングル。

## 解説
かつてたかじんが在籍していた古巣ビクターエンタテインメントからの復帰シングル。前作から7年振りに発売され、たかじんがキャプテンを務める「OSAKAあかるクラブ」テーマソングとなった。ビクターの公式YouTubeでミュージック・ビデオが公開されている。1998年発売の「想い出にて」以来、未発表曲を除いて12年振りのオリジナル曲となった。カップリング曲としてビクター時代の代表曲、「やっぱ好きやねん」と「大阪恋物語」を再録ヴァージョンで収録した。
背景として、秋元康と小室哲哉がたかじんへ楽曲提供すること自体は、2009年暮れに公表されていたが実際の発表はそれから約1年経過してからとなった。たかじん楽曲の主流であるスローバラードとは大きく異なり、ミディアム・テンポのポップな曲調のサウンド、サビのパートで100人の子供コーラス隊を起用するなど、異色作として仕上げられている。小室は、「関西系の曲を作るのは初めて。自分らしくない曲、たかじんらしくない曲だと思います」と述べている。
子供コーラス隊に、当時小学生だった 「Little Glee Monster」メンバー、かれんが参加している。たかじんは2014年1月3日の未明、食道癌で逝去したため、本作は、たかじんのシングルとして事実上の遺作になった。

## 収録曲
1. その時の空 [05:06]
作詞：秋元康／作曲：小室哲哉／編曲：鈴木豪
2. やっぱ好きやねん（ニュー・ヴォーカル） [04:27]
作詞・作曲：鹿紋太郎／編曲：川村栄二
3. 大阪恋物語（ニュー・ヴォーカル） [05:24]
作詞・作曲：鹿紋太郎／編曲：若草恵
4. その時の空（オリジナル・カラオケ）